# Max J. Kobbert
Max Jürgen Kobbert (* 28. Mai 1944 in Königsberg) ist ein deutscher Hochschullehrer für Wahrnehmungspsychologie und Spieleautor.

## Leben und Wirken
1963 begann Kobbert ein Psychologie-Studium an der Universität Münster, das er 1969 als Diplompsychologe abschloss. 1976 erhielt er den Grad eines Doktors der Psychologie und lehrte von 1978 bis zur Pensionierung 2009 als Professor für Kunstdidaktik und Psychologie an der Kunstakademie Düsseldorf (Abteilung Münster, seit 1987 Kunstakademie Münster). Außerdem lehrte er bis 2009 Wahrnehmungspsychologie an der Fachhochschule Münster.
Sein erstes Spiel Colomino erdachte er 1971. Es wurde 1973 von Erwin Glonnegger bei Ravensburger verlegt. 1986 gelang ihm als Spieleautor mit dem Spiel Das verrückte Labyrinth sein bisher größter Erfolg. Im Zuge dieses Spiels folgten zahlreiche weitere Varianten und Ableger, darunter das 1991 mit dem Sonderpreis „Schönes Spiel“ und dem Deutschen Spiele Preis ausgezeichnete Das Labyrinth der Meister. Bis 2024 wurden mehr als 25 Millionen Labyrinth-Spiele verkauft. In der Think-Reihe veröffentlichte er 1997 das Spiel Think: Memo Crime, dessen Ableger Think: Denk-Krimi 2010 als MinD-Spieletipp ausgezeichnet wurde.
Kobbert ist seit 1971 verheiratet und hat zwei Kinder. Er beschäftigt sich mit Bernstein und sammelt antikes Spielmaterial. Einige seiner Stücke sind mehrere tausend Jahre alt.

## Ludografie

### Chronologische Übersicht der entwickelten Spiele
Wenn nicht anders angegeben, sind die Spiele bei Ravensburger erschienen.
| - 1973: Colomino / Blockout - 1983: Eiertanz bei Edition Perlhuhn - 1986: Das verrückte Labyrinth - 1988: Tina, Tim und Wambolo bei Herder - 1988: Arkado - 1988: Rimini bei Jumbo - 1989: Bunte Kuh - 1989: Rategarten/Mystery Garden - 1990: Robin Hood - 1991: Das Labyrinth der Meister - 1992: Wunderbaum/Chutes à Gogo - 1995: Junior Labyrinth - 1995: Labyrinth der Meister - 1997: Think: Memo Crime - 1998: Das Labyrinth der Ringe | - 1999: Der Elchtest mit Reinhold Wittig bei Edition Perlhuhn - 1999: Die Story vom Pferd - 1999: Affen Angeln bei Selecta Spielzeug - 2000: Labyrinth – Das Kartenspiel - 2002: Kinder Labyrinth - 2002: 3-D Labyrinth - 2003: The Lord of the Rings Labyrinth - 2005: Think: Denk-Krimi (Überarbeitung von Think: Memo Crime) - 2007: Master Labyrinth - 2009: Think: Kids – Memo-Krimi - 2011: Das Elektronik Labyrint - 2012: Star Wars Labyrint, The Amazing Spider-Man Labyrinth - 2014: Fliegende Zeilen mit Alexander Herbst bei Moses. Verlag - 2016: Das verdrehte Labyrinth |

### Auszeichnungen
Für drei seiner erfundenen Spiele erhielt Kobbert Preise und Auszeichnungen:
- Das verrückte Labyrinth erschien 1986 auf der Auswahlliste zum Spiel des Jahres
- Das Labyrinth der Meister erhielt 1991 bei der Wahl zum Spiel des Jahres den Sonderpreis „Schönes Spiel“, erreichte im selben Jahr den 1. Platz beim Deutschen Spiele Preis und wurde als eines von 5 Spielen bei Mensa Select ausgezeichnet.
- Think: Denk-Krimi erhielt 2010 von Mensa in Deutschland e.V. den Preis MinD-Spieletipp.[4]

## Bibliografie (Auswahl)
- Experimentelle und theoretische Beiträge zur Funktionsanalyse des binokularen Sehens : zum Problem erlebniskorrelierter und nicht-erlebniskorrelierter Prozesse im visuellen System. Münster 1976 (= Dissertation)
- Kunstpsychologie : Kunstwerk, Künstler u. Betrachter, Darmstadt: Wissenschaftliche Buchgesellschaft, 1986, ISBN 3-534-09194-9
- Tasten, Fühlen und Begreifen. Kunstpsychologische Aspekte haptischer Wahrnehmung. In: Museum der Sinne, Hannover 1990,[5]
- Bernstein – Fenster in die Urzeit. Planet Poster Editions, Göttingen 2005. ISBN 3-933922-95-X
- Wunderwelt Bernstein. Faszinierende Fossilien in 3-D. Wissenschaftliche Buchgesellschaft, Darmstadt, ISBN 978-3-534-25615-0.
- Kulturgut Spiel. Daedalus, Münster 2010. ISBN 978-3-89126-252-8
- Die zweite Entstehung der Welt – Was uns trennt und was uns verbindet. Darmstadt:  Wissenschaftliche Buchgesellschaft, 2023, ISBN 978-3-534-40760-6